# Hugh Sanders
Pour les articles homonymes, voir Sanders.

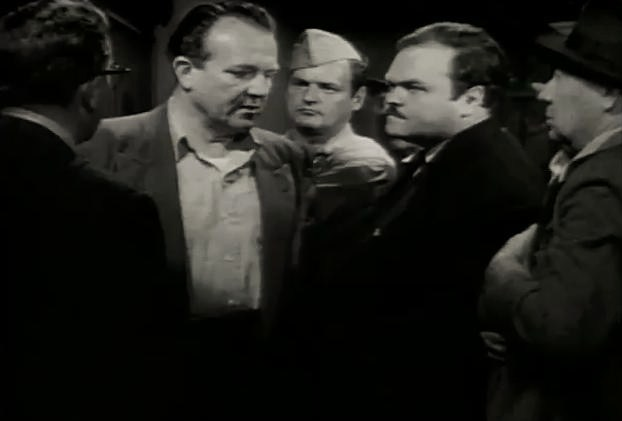
Dans L'Équipée sauvage (1953, 2e à g.)

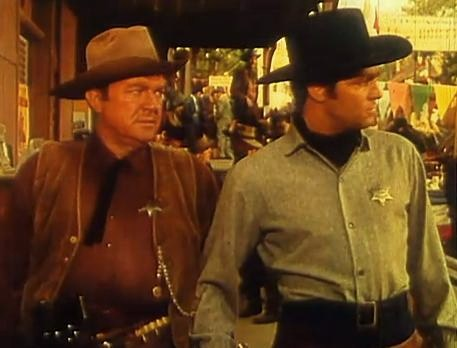
Avec Dale Robertson (à d.), dans La Cité des tueurs (1953)

Hugh Sanders est un acteur américain, né le 13 mars 1911 à East St. Louis (Illinois), mort le 9 janvier 1966 à Los Angeles (Californie).

## Biographie
Au cinéma, comme second rôle de caractère (ou dans des petits rôles non crédités), Hugh Sanders contribue à soixante-douze films américains (dont des westerns), le premier sorti en 1949. Le dernier est La Statue en or massif de Russell Rouse (avec Stephen Boyd et Elke Sommer), sorti le 4 mars 1966, moins de deux mois après sa mort prématurée.
Entretemps, mentionnons Une corde pour te pendre de Raoul Walsh (1951, avec Kirk Douglas et Virginia Mayo), L'Équipée sauvage de László Benedek (1953, avec Marlon Brando et Mary Murphy), Quand le clairon sonnera de Frank Lloyd (1955, avec Sterling Hayden et Anna Maria Alberghetti), ou encore La Fureur des Apaches de William Witney (1964, avec Audie Murphy et L.Q. Jones).
À la télévision, Hugh Sanders apparaît entre 1952 et 1966 dans cent-trente-six séries américaines, dont La Flèche brisée (quatre épisodes, 1956-1958, avec John Lupton et Michael Ansara), Perry Mason (cinq épisodes, 1957-1963, avec Raymond Burr dans le rôle-titre) et Rawhide (huit épisodes, 1959-1964, avec Eric Fleming et Clint Eastwood). 

## Filmographie partielle

### Cinéma
- 1949 : Une balle dans le dos (Undertow) de William Castle : Un joueur à la table de dés
- 1950 : La Bonne Combine (Mister 880) d'Edmund Goulding : Thad Mitchell
- 1950 : The Great Rupert d'Irving Pichel : Mulligan
- 1950 : L'Esclave du gang (The Damned Don't Cry) de Vincent Sherman : Grady
- 1951 : Storm Warning de Stuart Heisler : Charlie Barr
- 1951 : Sugarfoot d'Edwin L. Marin : Asa Goodhue
- 1951 : Proprement scandaleux (Strictly Dishonorable) de Melvin Frank et Norman Panama : Harry Donnelly
- 1951 : Les Diables de Guadalcanal (Flying Leathernecks) de Nicholas Ray : Un général à Guadalcanal
- 1951 : Vénus en uniforme (Three Guys Named Mike) de Charles Walters : M. Williams
- 1951 : I Was a Communist for the FBI de Gordon Douglas : Clyde Garson
- 1951 : Une corde pour te pendre ou Le Désert de la peur (Along the Great Divide) de Raoul Walsh : Frank Newcombe
- 1951 : Bon sang ne peut mentir (That's My Boy) d'Hal Walker : L'entraîneur Wheeler
- 1951 : Les Amants du crime (Tomorrow Is Another Day) de Felix E. Feist : Détective-lieutenant George Conover
- 1951 : Fort Invincible (Only the Valiant) de Gordon Douglas : Capitaine Eversham
- 1952 : Something for the Birds de Robert Wise : Jim Grady
- 1952 : La Carte forcée (The Sellout) de Gerald Mayer : Juge Neeler
- 1952 : The Winning Team de Lewis Seiler : Joe McCarthy
- 1952 : Les Derniers Jours de la nation Apache (en) (Indian Uprising) de Ray Nazarro : Ben Alsop
- 1952 : The Fighter d'Herbert Kline : Roberts
- 1952 : Vocation secrète (Boots Malone) de William Dieterle : Matson
- 1952 : The Pride of St. Louis d'Harmon Jones : Horst
- 1952 : Le Piège d'acier (The Steel Trap) d'Andrew L. Stone : M. Greer, le préposé aux passeports
- 1953 : Le Sabre et la Flèche (Last of the Comanches) d'André De Toth : Denver Kinnaid
- 1953 : La Femme au gardénia (The Blue Gardenia) de Fritz Lang : Le rédacteur en chef du Chronicle
- 1953 : Le Crime de la semaine (The Glass Web) de Jack Arnold : Lieutenant de police Mike Stevens
- 1953 : L'Équipée sauvage (The Wild One) de László Benedek : Charlie Thomas
- 1953 : La Trahison du capitaine Porter (Thunder Over the Plains) d'André De Toth : H. L. Balfour
- 1953 : Fais-moi peur (Scared Stiff) de George Marshall : Le policier sur la jetée
- 1953 : Tempête sur le Texas (en) (Gun Belt) de Ray Nazarro : Douglas Frazer
- 1953 : La Cité des tueurs (City of Bad Men) d'Harmon Jones : Shérif Bill Gifford
- 1953 : Il y aura toujours des femmes (Here Come the Girls) de Claude Binyon : Un capitaine
- 1954 : Quatre Étranges Cavaliers (Silver Lode) d'Allan Dwan : Révérend Field
- 1954 : Untamed Heiress de Charles Lamont : Williams
- 1954 : Le Bouclier du crime (Shield for Murder) d'Edmond O'Brien et Howard W. Koch : Packy Reed
- 1955 : Top Gun de Ray Nazarro : Ed Marsh
- 1955 : I Cover the Underworld de R. G. Springsteen : Tim Donovan
- 1955 : Quand le clairon sonnera (The Last Command) de Frank Lloyd : Sam Houston
- 1955 : Finger Man d'Harold D. Schuster : M. Burns
- 1955 : La Peur au ventre (I Died a Thousand Times) de Stuart Heisler : M. Baughman
- 1955 : Meurtres à responsabilité limitée (Chicago Syndicate) de Fred F. Sears
- 1955 : On ne joue pas avec le crime (Five Against the House) de Phil Karlson : Pat Winters
- 1956 : The Peacemaker (en) de Ted Post : Lathe Sawyer
- 1956 : Glory de David Butler : Sam Cooney
- 1957 : Le Fort de la dernière chance (The Guns of Fort Petticoat) de George Marshall : Sergent Webber
- 1957 : The Careless Years d'Arthur Hiller : Oncle Harry
- 1957 : Le Rock du bagne (Jailhouse Rock) de Richard Thorpe : Un gardien de prison
- 1958 : Voice in the Mirror d'Harry Keller : A. W. Hornsby
- 1959 : Le témoin doit être assassiné (The Big Operator) de Charles F. Haas : Sénateur Leland
- 1959 : L'Homme aux colts d'or (Warlock) d'Edward Dmytryk : Shérif Keller
- 1959 : Tiens bon la barre, matelot (Don't Give Up the Ship) de Norman Taurog : Amiral Rogers
- 1960 : Cage of Evil d'Edward L. Cahn : Martin Bender
- 1961 : L'Étau se resserre (Man-Trap) d'Edmond O'Brien : E. J. Malden
- 1962 : Fureur à l'ouest (The Wild Westerners) d'Oscar Rudolph : Marshal Reuben Bernard
- 1962 : Du silence et des ombres (To Kill a Mockingbird) de Robert Mulligan : Dr Reynolds
- 1964 : La Fureur des Apaches (Apaches Rifles) de William Witney : Le délégué de l'Arizona
- 1966 : Sans foi ni loi (Incident at Phantom Hill) d'Earl Bellamy : M. Cole
- 1966 : La Statue en or massif (The Oscar) de Russell Rouse : Un invité à la fête de Regan

### Séries télévisées
- 1953 : Badge 714 (Dragnet)
  - Saison 2, épisode 8 The Big Cop : rôle non spécifié
- 1953-1955 : The Lone Ranger
  - Saison 3, épisode 21 The Godless Men (1953 - Le rédacteur en chef Frank Ferris) de Paul Landres et épisode 26 Sinner by Proxy (1953 - Le shérif Burley)
  - Saison 4, épisode 7 Outlaw's Trail (1954 - Clyde Norton) d'Oscar Rudolph, épisode 10 Rendezvous at Whipsaw (1954 - Matthew Block) d'Oscar Rudolph, épisode 21 The Quiet Highwayman (1955 - Gill Canby) d'Oscar Rudolph, et épisode 50 The Sheriff's Whife (1955 - Shérif-adjoint Buck Waters) de Wilhelm Thiele
- 1956 : Mon amie Flicka (My Friend Flicka)
  - Saison unique, épisode 1 les Bandits (One Man's Horse) de Nathan Juran : Shérif Downey
- 1956 : Le Choix de... (Screen Directors Playhouse)
  - Saison unique, épisode 20 One Against Many de William Dieterle : L'associé de O'Brien
- 1956-1958 : La Flèche brisée (Broken Arrow)
  - Saison 1, épisode 6 Medicine Man (1956 - Major Winter) de John English et épisode 25 The Desperado (1957 - Major Barker) d'Albert S. Rogell
  - Saison 2, épisode 11 Smoke Signal (1957 - Président Grant) de Richard L. Bare et épisode 33 Blood Brothers (1958 - Général Edwards) de Bernard L. Kowalski
- 1957 : Alfred Hitchcock présente (Alfred Hitchcock Presents)
  - Saison 2, épisode 21 Number Twenty-Two de Robert Stevens : Un fonctionnaire de l'enregistrement
- 1957 : Monsieur et Madame détective (The Thin Man)
  - Saison 1, épisode 11 Angels in Paradise d'Oscar Rudolph : Haywood
- 1957-1963 : Perry Mason, première série
  - Saison 1, épisode 15 The Case of the Fan Dancer's Horse (1957) de William D. Russell : John Callender
  - Saison 2, épisode 8 The Case of the Jilted Jockey (1958) de William D. Russell : Dion Bannion
  - Saison 3, épisode 19 The Case of the Bashfull Burro (1960) : Ken Bascombe
  - Saison 4, épisode 6 The Case of the Wandering Widow (1960) de William F. Claxton : Warren Donner
  - Saison 6, épisode 20 The Case of the Golden Oranges (1963) de Richard L. Bare : John Grimsby
- 1958 : Maverick
  - Saison 1, épisode 17 Rope of Cards de Richard L. Bare : Blaine
  - Saison 2, épisode 14 Holiday at Hollow Rock de Richard L. Bare : Jed Snyder
- 1958 : Sugarfoot
  - Saison 1, épisode 17 Price on His Head de Richard L. Bare : Robert Waring
  - Saison 2, épisode 2 Brink of Fear de Leslie H. Martinson : Charlie Martin
- 1958-1959 : Au nom de la loi (Wanted Dead or Alive) (série TV)
  - Saison 1, épisode 7 La Novice (Ransom for a Nun, 1958 - Le shérif) de Don McDougall
  - Saison 1, épisode 32 Carrefour (Crossroads, 1959 - Frank) de Don McDougall
  - Saison 1, épisode 35 Les Conquérants (The Conquerors (1959 - Le shérif)
- 1958-1959 : 77 Sunset Strip
  - Saison 1, épisode 4 Casualty (1958) de Richard L. Bare : M. Clark
  - Saison 2, épisode 1 Only Zeroes Count (1959) de George Waggner : Sam Boone
- 1958-1961 : Texas John Slaughter (Tales of Texas John Slaughter)
  - Saison 1, épisode 1 (pilote) Tales of Texas John Slaughter (1958 - Le maire de Freeltown) de James Neilson et épisode 6 The Slaughter Trail (1959 - Matt)
  - Saison 3, épisode 1 The End of the Trail (1961) de James Neilson : Bill
- 1959 : L'Homme à la carabine (The Rifleman)
  - Saison 2, épisode 3 The Blowout de James Neilson : Ben Waller
- 1959-1962 : Les Incorruptibles (The Untouchables)
  - Saison 1, épisode 2 Le Fauteuil vide (The Empty Chair, 1959) : Officier d'investigation dans la boutique du barbier
  - Saison 3, épisode 19 Drogué du risque (Element of Danger, 1962) de Bernard L. Kowalski : Greer
  - Saison 4, épisode 6 Oiseaux maléfiques (Bird in the Hand, 1962 - Dr Hasker) de Walter Grauman et épisode 12 Les Loups entre eux (Double Cross, 1962 - Parnell) de Paul Wendkos
- 1959-1963 : La Quatrième Dimension (The Twilight Zone)
  - Saison 1, épisode 10 La Nuit du jugement (Judgment Night, 1959) de John Brahm : Potter
  - Saison 3, épisode 12 La Jungle (The Jungle, 1961) de William F. Claxton : Templeton
  - Saison 4, épisode 14 Je me souviens de Cliffordville (Of Late I Think of Cliffordville, 1963) de David Lowell Rich : Cronk
- 1959-1964 : Rawhide
  - Saison 1, épisode 20 L'Ombre de Judas (Incident of the Judas Trap, 1959) de Jesse Hibbs : Marshal McVie
  - Saison 2, épisode 19 Le Gaucher (Incident of the Sharpshooter, 1960) de Jesse Hibbs : Shérif Fischer
  - Saison 3, épisode 13 L'Arrivée en terre promise (Incident Near the Promised Land, 1961) de Ted Post et épisode 14 La Fin de la piste (Incident of the Big Blowout, 1961) : Marshal Thorpe
  - Saison 5, épisode 13 Johnny face à son destin (Incident of Decision, 1962) de Don McDougall : Harvey Calvin
  - Saison 6, épisode 9 La Prophétie (Incident of the Propecy, 1963 - Dr Merrill), épisodes 27 et 28 Deadhorse, 1re et 2e parties (Incident at Deadhorse, Parts I & II, 1964 - Shérif-adjoint Ef Wiley)
- 1960 : Bat Masterson
  - Saison 2, épisode 15 Pigeon and Hawk d'Alan Crosland Jr. : Lee Baxter
- 1960-1961 : Dobie Gillis (The Many Loves of Dobie Gillis)
  - Saison 1, épisode 27 The Prettiest Collateral in Town (1960) de Rodney Amateau : M. McCurdy
  - Saison 2, épisode 28 Like Mother, Like Daughter, Like Wow (1961) de Rodney Amateau : Quentin
  - Saison 3, épisode 4 The Fast White Mouse (1961) de Rodney Amateau : Professeur K. Farrington
- 1960-1962 : Denis la petite peste (Dennis the Menace)
  - Saison 1, épisode 30 Dennis by Proxy (1960) de Charles Barton : M. Sanderson
  - Saison 4, épisode 6 Dennis in Gypsyland (1962) de Charles Barton : Le chef de police
- 1960-1965 : Bonanza
  - Saison 1, épisode 32 Death at Dawn (1960) de Charles F. Haas : Dr Brahm
  - Saison 5, épisode 17 Alias Joe Cartwright (1964 - Mort Billings) de Lewis Allen et épisode 25 Return to Honor (1964 - Dr Moore) de Don McDougall
  - Saison 6, épisode 18 The Ballerina (1965) de Don McDougall : Le propriétaire de la mine
- 1962 : Gunsmoke ou Police des plaines (Gunsmoke ou Marshal Dillon)
  - Saison 7, épisode 18 Old Man d'Andrew V. McLaglen : Thede Carson
- 1962 : La Grande Caravane (Wagon Train)
  - Saison 5, épisode 29 The Levi Hale Story de Virgil W. Vogel : Warden Packer
- 1962-1963 : Laramie
  - Saison 3, épisode 24 Justice in a Hurry (1962) de Joseph Kane : Ev Keleher
  - Saison 4, épisode 29 The Marshals (1963) de William Witney : Rafferty
- 1962-1965 : Monsieur Ed, le cheval qui parle (Mister Ed)
  - Saison 3, épisode 13 Horse of a Different Color (1962) d'Arthur Lubin : M. Armstrong
  - Saison 4, épisode 24 The Prowler (1964) d'Arthur Lubin : Sergent Myers
  - Saison 5, épisode 8 What Kind of Foal Am I? (1965) d'Arthur Lubin : Détective Hawkins
- 1963 : Le Virginien (The Virginian)
  - Saison 2, épisode 3 No Tears for Savannah de Don McDougall : Foley
- 1963-1964 : Adèle (Hazel)
  - Saison 2, épisode 26 The Hazel Walk (1963) de William D. Russell : M. Stettner
  - Saison 3, épisode 32 Maid for a Day (1964) de William D. Russell : E. J. McClaine
- 1963-1966 : Le Fugitif (The Fugitive)
  - Saison 1, épisode 3 The Other Side of the Mountain (1963) : Léo
  - Saison 2, épisode 15 Ballad for a Ghost (1964 - Shérif Larson) de Walter Grauman et épisode 28 A.P.B. (1965 - Le shérif)
  - Saison 3, épisode 19 Echo of a Nightmare (1966) : Al
- 1964 : Suspicion (The Alfred Hitchcock Hour)
  - Saison 2, épisode 3 The Magic Shop de Robert Stevens : Le premier policier
- 1964 : Au-delà du réel (The Outer Limits)
  - Saison 2, épisode 9 Le Robot (I, Robot) : Shérif Barclay
- 1964-1965 : La Famille Addams (The Addams Family)
  - Saison 1, épisode 14 La Vie d'artiste (Art and the Addams Family, 1964) de Sidney Lanfield : Bosley Swain
  - Saison 2, épisode 9 Morticia joue les Rodin (Morticia, the Sculptress, 1965) de Sidney Lanfield : Bosley Swain
- 1965 : L'Homme à la Rolls (Burke's Law), première série
  - Saison 2, épisode 32 Who Killed the Card? de Jerry Hopper : Lieutenant Ellison
- 1965 : Sur la piste du crime (The FBI)
  - Saison 1, épisode 2 Image in a Cracked Mirror de William A. Graham : Pete
- 1965 : Le Jeune Docteur Kildare (Dr. Kildare)
  - Saison 5, épisode 5 The Bell in the Schoolhouse Tolls for Thee, Kildare de Jud Taylor : M. Delaney